# Panaretella distincta
Panaretella distincta är en spindelart som först beskrevs av Pocock 1896.  Panaretella distincta ingår i släktet Panaretella och familjen jättekrabbspindlar. Inga underarter finns listade i Catalogue of Life.